# Катастрофа Іл-76 під Баку
Авіакатастрофа 8-ї парашутно-десантної роти 217-го парашутно-десантного полку під Баку 18 жовтня 1989 року — авіаційна катастрофа, яка трапилася 18 жовтня 1989 року з особовим складом 8-ї парашутно-десантної роти 217-го парашутно-десантного полку (м.Болград) та екіпажем військово-транспортного літака Іл-76 (м. Арциз), що трагічно загинули під час виконання завдання в Азербайджанській РСР.

## Хроніка події
Вночі 18 жовтня 1989 року, літак Іл-76МД 37-го військово-транспортного полку ВПС СРСР (бортовий № 76569) прийняв на борт 8-му парашутно-десантну роту 217-го парашутно-десантного полку 98-ї гвардійської Свірської повітряно-десантної дивізії після виконання завдання в Баку, і злетів із Бакинського аеродрому Біна.
Через 5 хвилин після зльоту на висоті 1600 м зруйнувався, загорівся і відвалився турбореактивний двигун № 1. Його осколки пробили паливний бак, що призвело до сильної пожежі. Уламками лопаток турбіни була пошкоджена система пожежогасіння. Екіпаж літака, під командою командира корабля полковника О. Калмикова, маневрував, намагаючись збити полум'я з двигуна, що горів, і посадити літак на аеродром. Катастрофічний розвиток пожежі призвів до руйнування лівого крила. Літак втратив управління і впав у Каспійське море за 1,5 км від берега через 11 хвилин після початку пожежі на передпосадковій прямій за 5250 м від ЗПС.
Загинули всі, що перебував на борту, — 9 членів екіпажу та 48 десантників (5 офіцерів, 2 прапорщики, 41 солдат і сержант). Десантники не мали парашутів, десантування було неможливим. Льотчики, маючи парашути, відмовились покинути літак і до останнього намагались посадити його з палаючим крилом.
Слідство встановило, що причиною авіакатастрофи був конструкційний дефект двигуна, а саме руйнування міжвального підшипника, після чого стався обрив вала турбіни низького тиску через його інтенсивний нагрів унаслідок тертя втулки маслоущільнювача по поверхні валу.

## Пам'ять
На згадку про загиблих десантників 8-ї роти встановлені пам'ятники у Болграді, Іваново (Росія) та смт Гвардійське Дніпропетровської області.
Після катастрофи Указом Президії Верховної Ради СРСР десантники і льотчики, які загинули під час трагічної події були нагороджені орденом «За особисту мужність» посмертно.
Пам'яті загиблих присвячена пісня ансамблю «Голубые береты» рос. «Падала синяя птица».

### Список загиблихдесантників
- Гв. рядовий Морозов Станіслав Володимирович
- Гв. прапорщик Арсенов Юрій Миколайович
- Гв. лейтенант Резніченко Ігор Анатолійович
- Гв. лейтенант Бородулін Євген Миколайович
- Гв. капітан Зорев Микола Миколайович
- Гв. лейтенант Петров Сергій Віталійович
- Гв. лейтенант Коврігин Дмитро Орестович
- Гв. прапорщик Гуров Олександр Петрович
- Гв. рядовий Пастухов Михайло Михайлович
- Гв. рядовий Байков Сергій Юрійович
- Гв. мол. сержант Ревенко В'ячеслав Семенович
- Гв. рядовий Васючков Олег Миколайович
- Гв. рядовий Свінцицький Станіслав Вікторович
- Гв. рядовий Кучкаров Адхамжон Тошмірзаєвич
- Гв. рядовий Солієв Фазліддін Саїдолієвич
- Гв. рядовий Вахидов Гиесидін Джамалович
- Гв. рядовий Мостовський Валерій Станіславович
- Гв. рядовий Ананченко Володимир Сергійович
- Гв. єфрейтор Япринцев Сергій Михайлович
- Гв. рядовий Різник Мурад Реджепович
- Гв. рядовий Рибко Сергій Михайлович
- Гв. мол. сержант Заріпов Ільдар Мазгарович
- Гв. мол. сержант Мерзлікін Олег Володимирович
- Гв. мол. сержант Суслов Владислав Миколайович
- Гв. рядовий Хазов Олександр Юрійович
- Гв. старшина Морозов Микола Георгійович
- Гв. рядовий Воробйов Вадим Володимирович
- Гв. рядовий Абазов Руслан Ісайович
- Гв. рядовий Лаков Юрій Миколайович
- Гв. єфрейтор Ісламгулов Раміль Варісович
- Гв. рядовий Стрілецький Ігор Олексійович
- Гв. ст. сержант Трохальов Віталій Вікторович
- Гв. рядовий Пузіков Павло Олексійович
- Гв. мол. сержант Чугай Сергій Вікторович
- Гв. сержант Мотузка Віктор Леонідович
- Гв. рядовий Жуков Юрій Олександрович
- Гв. рядовий Болтушкин Максим Володимирович
- Гв. рядовий Байков Геннадій Костянтинович
- Гв. ст. сержант Шевченко Валерій Олександрович
- Гв. єфрейтор Галівєєв Ільдар Наїльевич
- Гв. рядовий Терехин Сергій Володимирович
- Гв. єфрейтор Кульбіцький Валерій Володимирович
- Гв. рядовий Кутлугузін Руслан Яхийевич
- Гв. рядовий Кузнєцов Ігор Геннадійович
- Гв. рядовий Чуйкин Владислав Володимирович
- Гв. єфрейтор Гайдай Володимир Вікторович
- Гв. єфрейтор Мачитідзе Володимир Гивієвич
- Гв. рядовий Магомадов Чингирхан Мухарбекович

(рос. Восьмая погибла, Восьмая живет! И слава гвардейцев в войсках не умрет!…)

На фото (зліва направо) військовослужбовці 8-ї роти 217-го пдп, які загинули в авіакатастрофі 18 жовтня 1989 року

### Список загиблих ВТА (військово-транспортна авіація)
- Ст. лейтенант Євген Андрєєв (старший борттехнік)
- Прапорщик Олександр Андріяш (старший повітряний стрілець)
- Ст. лейтенант Валерій Вологін (помічник командира корабля)
- Майор Юрій Гавриков (начальник зв'язку полку)
- Ст. лейтенант Олексій Гашимов (старший технік групи обслуговування)
- Підполковник Фасхаддін Закиров (штурман полку)
- Полковник Олександр Калмиков (командир корабля (командир полку ВТА)
- Майор Ігор Краюхин (інженер полку)
- Ст. лейтенант Олександр Пестерев (борттехнік з авіаційно-десантного обладнання)